# Iliatenco
Iliatenco är en ort i Mexiko.   Den ligger i kommunen Iliatenco och delstaten Guerrero, i den sydöstra delen av landet, 270 km söder om huvudstaden Mexico City. Iliatenco ligger 1 050 meter över havet och antalet invånare är 1 707.
Terrängen runt Iliatenco är kuperad åt sydost, men åt nordväst är den bergig. Runt Iliatenco är det ganska glesbefolkat, med 45 invånare per kvadratkilometer. Närmaste större samhälle är El Rincón, 7,6 km sydväst om Iliatenco. I omgivningarna runt Iliatenco växer huvudsakligen savannskog.